# Noyau (fonderie)
Pour les articles homonymes, voir noyau.
En fonderie, un noyau est un composant du moule, réalisé en sable, et permettant de réaliser les évidements intérieurs de la pièce ou des zones en contre-dépouille.

## Procédés de fabrication
- Procédé Croning : le procédé Croning permet la fabrication de carapaces ou noyaux, avec un mélange de sable et résines (marque et modèle déposés Croning), dans un outillage chauffé. Après un temps suffisant pour faire fondre et adhérer à la surface du moule , celui ci est retourné pour vider le sable enrobé non pris. Enfin, la cuisson continue pour polymériser entièrement le noyau.
- Procédé Ashland : ou moulage boîte froide, est un processus de fabrication de noyau par adjonction à du sable siliceux de d'un liant composé d'une résine et d'un isocyanate.  Après introduction dans la boite, un gaz catalyseur ( DMEA ou TEA) est forcé à travers le sable pour assurer un durcissement du liant en quelques secondes
- Procédé Silicate :  Le sable enduit de silicate est durci par passage d’un gaz catalyseur (CO2 ou SO2) qui durcit rapidement l’ensemble à l’intérieur de la boite.
- Procédé boîte chaude : le procédé boîte chaude consiste à emplir le sable enrobé de résine (phénolique, urée-formol,...) dans le moule chaud et à le maintenir jusqu'à polymérisation (temps > 2 minutes).  A la différence du procédé Croning , ce procédé fabrique des noyaux pleins.
- Procédé à prise chimique : le procédé à prise chimique est identique au procédé "boîte froide", la différence étant que le catalyseur qui permet de faire durcir la résine est ajouté au sein du mélange sable et résine, la résine prenant au bout d'un temps plus ou moins long en fonction de différents paramètres (température, équilibre des réactifs cf polymérisation). Le procédé est adapté à la fabrication de noyaux de grande taille.

## Réalisation du noyau
On le réalise en moulant le sable dans une "boîte à noyaux" (moule en bois, en résine ou en métal) ; à la main ou sur une machine "à tirer les noyaux" ou "à souffler les noyaux". Ces machines projettent le sable auquel on a incorporé des liants dans la boîte, puis soufflent dans ce sable le gaz qui va permettre le durcissement (SO2 par exemple ; le gaz utilisé dépend du procédé, donc de la nature du liant, en général une résine).
Un moule de fonderie sable est généralement constitué d'une partie inférieure, d'une partie supérieure et d'un ou plusieurs noyaux, suivant la complexité de la pièce à réaliser.
Le sable ayant constitué les noyaux est extrait de la pièce lors du décochage.
La boite à noyau, l’outillage, est réalisé en bois, résine de coulée ou usinée, aluminium, cupro-aluminium, fonte ou acier. Cet outillage peut être doté de filtres permettant la circulation de l’air ou du gaz catalyseur ainsi que d’éjecteurs permettant l’extraction de la boite, le démoulage.
Des sables de différentes granulométries (la taille moyenne de grains de sable) peuvent être utilisées. Cette granulométrie peut être obtenue en mélangeant des sables provenant de diverses carrières. Mais il est plus généralement utilisé tel qu’extrait de la carrière après lavage et séchage. Des additifs, tels que des oxydes de fer ou autres, destinés à limiter les réactions moule-métal ou les défauts de fonderie peuvent être incorporés.
Le mélange sable+résine(s) est réalisé à la demande par le noyauteur dans un malaxeur discontinu ou à vis pour l’ensemble des procédés; sauf pour le procédé Croning (shell) où le fournisseur enrobe le sable sur ses propres installations.
Le sable peut être mis en place dans l’outillage à la main ou sur table vibrante, pour les procédés à prise à froid. Pour les autres procédés, l’opération de noyautage est plus généralement réalisée sur des machines à souffler ou à tirer les noyaux ; le sable est alors injecté dans l’outillage à l’aide d’air comprimé.
Après réalisation, les noyaux sont ébavurés -manuellement ou à l’aide de machines- et contrôlés -visuellement ou sur bancs de contrôle-. Ils peuvent être ensuite enduits, afin de protéger le sable du métal, et des tirages d’air peuvent être réalisés à la demande.
Lors de l’utilisation, les noyaux sont mis en place dans un moule ou une coquille (moule métallique). Quelques minutes après la coulée, le sable constituant le noyau est extrait des pièces lors de l’opération de débourrage ou de décochage; les résines de constitution ayant perdu leurs propriétés mécaniques au contact du métal.